# Tottenham Court Road (stanice metra v Londýně)

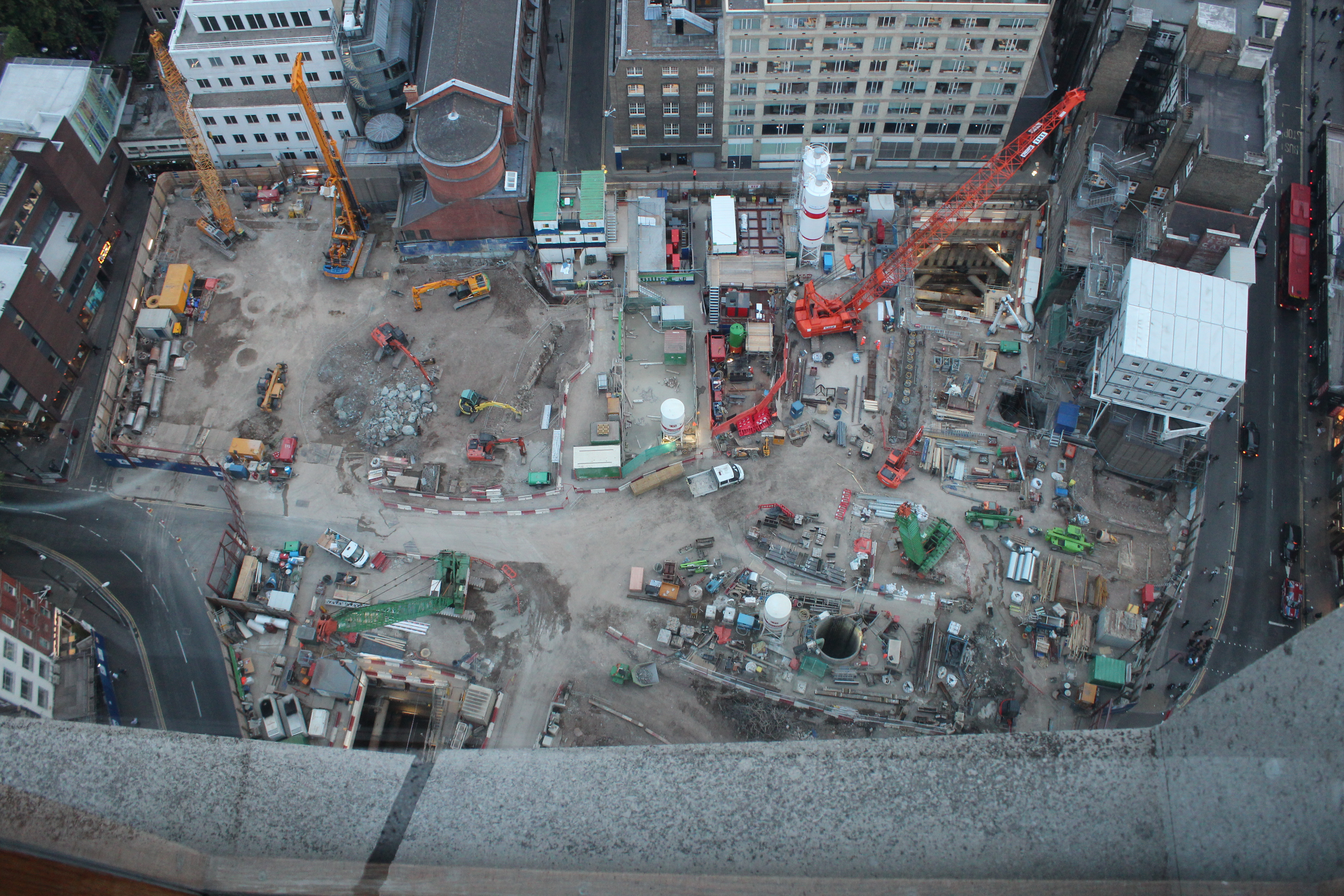
Rozšiřování a modernizace stanice v roce 2011

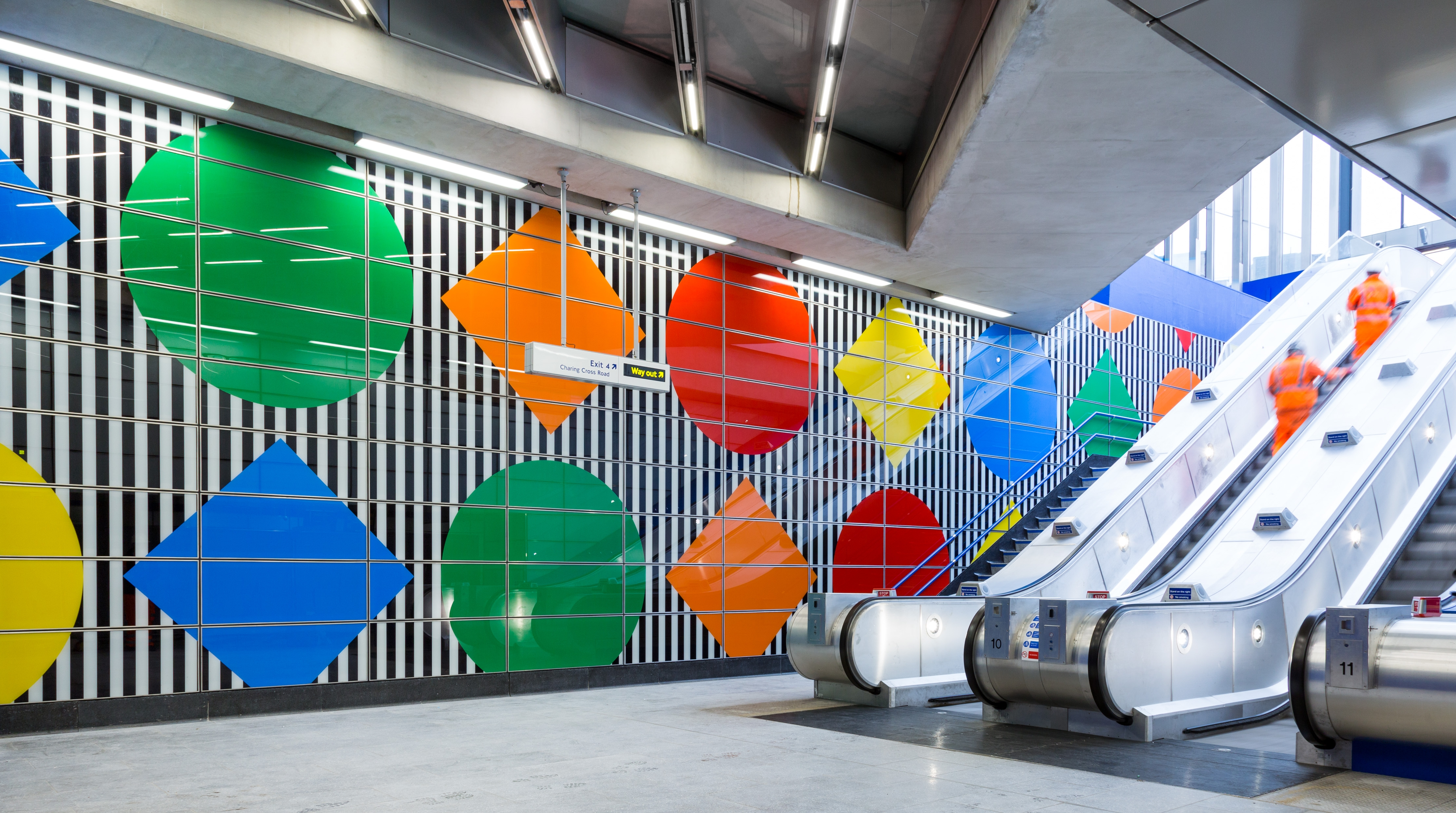
Východní vstup po modernizaci, 2016

Tottenham Court Road je stanice metra v Londýně, otevřená 30. července 1900. Stanice si zahrála ve filmu An American Werewolf in London, v klipu písně Pop!ular od Darrena Hayese a písně Home and Dry skupiny Pet Shop Boys. Autobusové spojení zajišťují linky: 1, 7, 8, 10, 14, 19, 24, 25, 29, 38, 55, 73, 98, 134, 176, 242 a noční linky: N1, N20, N5, N7, N8, N19, N20, N29, N35, N38, N41, N55, N68, N73, N98, N171, N207, N253 a N279. Stanice se nachází v přepravní zóně 1 a leží na třech linkách:
- Central Line mezi stanicemi Oxford Circus a Holborn
- Northern Line mezi stanicei Leicester Square a Goodge Street
- Elizabeth Line mezi stanicemi Bond Street a Farrington

| Rok  | Počet cestujících |
| ---- | ----------------- |
| 2011 | 23,99 mil         |
| 2012 | 36,01 mil         |
| 2013 | 38,06 mil         |
| 2014 | 36,76 mil         |

## Výstavba Crossrail a modernizace
V rámci výstavby nové londýnské železnice Elizabeth Line (Crossrail) byly roku 2009 zbořeny staré elegantní staniční budovy a za ně byly postaveny nové. Stanice prošla kompletní modernizací, během které byl uzavřen provoz na nástupištích Central i Northern line. 12. ledna 2015 byla otevřena nová odbavovací hala, bezbariérové výtahy a podzemní chodba usnadňující lidem přestup mezi linkami. 24. května 2022 byla otevřena stanice Elizabeth Line. 